# 梅希萊尼采

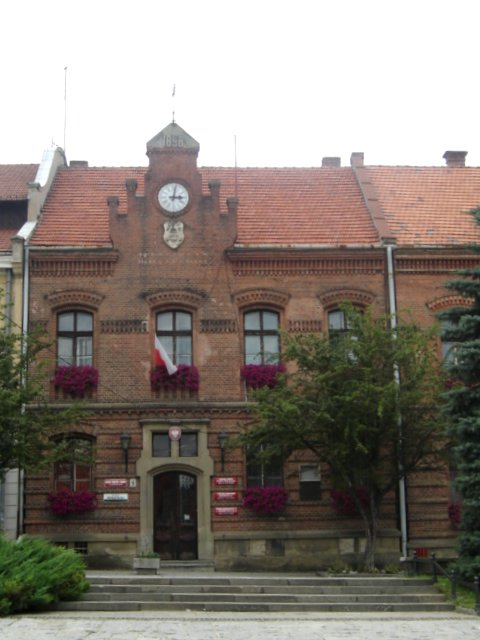

梅希萊尼采是波蘭的城鎮，位於該國南部，由小波蘭省負責管轄，面積30.1平方公里，2007年人口20,261。在第一次瓜分波蘭中，該鎮被納入奧地利管治範圍。

## 友好城市
- 波蘭貝烏哈圖夫
- 法國坦屈厄
- 匈牙利乔保克
- 德国吕登沙伊德
- 美国達洛尼加

## 外部連結
- Jewish Community in Myślenice （页面存档备份，存于） on Virtual Shtetl

49°50′N 19°56′E / 49.833°N 19.933°E